# ميخائيل أثينز
ميخائيل أثينز (بالإنجليزية: Michael Athans)‏ هو مهندس يوناني وأمريكي، ولد في 3 مايو 1937 في ذراما في اليونان.